# Ольховка (Вілейський район)
Ольховка (біл. вёска Альхоўка) — село в складі Вілейського району Мінської області, Білорусь. Село підпорядковане Іллінській сільській раді, розташоване в північній частині області.